# Лаутер (приток Имонта)
Лаутер (англ. Lowther [ˈlaʊðə]) — река в Великобритании. Протекает на северо-западе Англии в графстве Камбрия.

## Этимология
Название реки около 1175 года записывалось как «Lauder», что вероятно следует переводить с древнескандинавского как «lauðr + á» = «пенистая река». Также название может иметь кельтское происхождение.

## Географические сведения
Лаутер берёт начало из водохранилища Уэт-Следдейл, течёт в северном направлении, сливаясь с притоком Хосуотер Бек, текущим из водохранилища Хосуотер. К юго-востоку от города Пенрит соединяется с рекой Имонт, которая несёт свои воды из озера Алсуотер.

## Достопримечательности
На берегах располагаются следующие исторические объекты:
- Круглый стол короля Артура
- Мейберг
- Замок Бруэм